# Антифант
Антифант је у грчкој митологији био Лаоконтов син.

## Митологија
Према Хигину, Антифант је био један од двојице Лаоконтових синова, који је умро у току тројанског рата, тако што је Аполон послао две велике змије које су га удавиле, као и оца и брата.

## Тумачење
Прича о смрти Лаоконтових синова, према виђењу Роберта Гревса веома подсећа на ону када је Херакле, као сасвим мали, удавио две змије. Могуће је и да их је смрт задесила у Аполоновом храму и да је Лаоконт, попут Херакла, остао неповређен. Такође, Гревс наводи да је улога змија била да очисте уши дечацима, како би добили пророчке моћи. Име Антифант има значење „пророк“, односно „онај који говори у име Бога“.

## Напомена
У грчкој митологији се појављује и име Антифат.